# Estación de Hospital Infanta Sofía
Hospital Infanta Sofía (Hospital del Norte hasta el 8 de agosto de 2008) es una estación de la línea 10 del metro de Madrid situada en el municipio de San Sebastián de los Reyes. Es punto de enlace de varias líneas de autobús interurbanas del corredor de la A-1 con el MetroNorte.

## Historia
La estación se abrió al público el 26 de abril de 2007 nombrada como Hospital del Norte dentro del proyecto MetroNorte, ampliación de la línea 10 hacia el norte para dar servicio a Alcobendas y San Sebastián de los Reyes. El 8 de agosto de 2008 es renombrada con la denominación actual. Cuenta con dos andenes de 90 metros.
Esta estación da conexión al Hospital Infanta Sofía.

## Accesos
Vestíbulo Hospital Infanta Sofía
- Poeta Rafael Morales C/ Poeta Rafael Morales, s/n. Para Centro Comercial Alegra y Atresmedia.
- Hospital Infanta Sofía Pº de Europa, s/n.
- Ascensor Pº de Europa, s/n

## Líneas y conexiones

### Metro
| << cabecera    | < estación     | línea | estación >      | cabecera >>                                  |
| -------------- | -------------- | ----- | --------------- | -------------------------------------------- |
| final de línea | final de línea |       | Reyes Católicos | Puerta del Sur Cambio de tren en Tres Olivos |

### Autobuses
| Diurnos |                                                     |                                                                               |          |
| Línea | Destino                                             | Parada                                                                        | Operador |
| 152C | San Sebastián de los Reyes (Dehesa Vieja)           | 17474 Pº Europa-Hospital Infanta Sofía (Paseo de Europa, 11 - sentido Burgos) | Interbus |
| 161 | Urb. Fuente del Fresno (San Sebastián de los Reyes) | 17474 Pº Europa-Hospital Infanta Sofía (Paseo de Europa, 11 - sentido Burgos) | Interbus |
| 166 | Urb. Valdelagua (San Agustín del Guadalix)          | 17474 Pº Europa-Hospital Infanta Sofía (Paseo de Europa, 11 - sentido Burgos) | Interbus |
| 171 | Urb. Santo Domingo (Algete)                         | 17474 Pº Europa-Hospital Infanta Sofía (Paseo de Europa, 11 - sentido Burgos) | ALSA     |
| 180 | Algete                                              | 17474 Pº Europa-Hospital Infanta Sofía (Paseo de Europa, 11 - sentido Burgos) | Interbus |
| 181SE | Algete                                              | 17474 Pº Europa-Hospital Infanta Sofía (Paseo de Europa, 11 - sentido Burgos) | Interbus |
| 182SE | Algete - Valdeolmos                                 | 17474 Pº Europa-Hospital Infanta Sofía (Paseo de Europa, 11 - sentido Burgos) | Interbus |
| 183N | Cobeña - Algete                                     | 17474 Pº Europa-Hospital Infanta Sofía (Paseo de Europa, 11 - sentido Burgos) | Interbus |
| 191S | Buitrago del Lozoya                                 | 17474 Pº Europa-Hospital Infanta Sofía (Paseo de Europa, 11 - sentido Burgos) | ALSA     |
| 193S | Pedrezuela - El Vellón                              | 17474 Pº Europa-Hospital Infanta Sofía (Paseo de Europa, 11 - sentido Burgos) | ALSA     |
| 194S | Rascafría                                           | 17474 Pº Europa-Hospital Infanta Sofía (Paseo de Europa, 11 - sentido Burgos) | ALSA     |
| 195S | Braojos                                             | 17474 Pº Europa-Hospital Infanta Sofía (Paseo de Europa, 11 - sentido Burgos) | ALSA     |
| 196S | La Acebeda                                          | 17474 Pº Europa-Hospital Infanta Sofía (Paseo de Europa, 11 - sentido Burgos) | ALSA     |
| 197S | Torrelaguna                                         | 17474 Pº Europa-Hospital Infanta Sofía (Paseo de Europa, 11 - sentido Burgos) | ALSA     |
| 210 | Paracuellos de Jarama                               | 17474 Pº Europa-Hospital Infanta Sofía (Paseo de Europa, 11 - sentido Burgos) | ALSA     |
| 152C | Madrid (Plaza de Castilla)                          | 17404 María Moliner-Hospital Infanta Sofía (Calle de María Moliner, 12)       | Interbus |
| 166 | San Sebastián de los Reyes                          | 17025 Pº Europa-Hospital Infanta Sofía (Paseo de Europa, 11 - sentido Madrid) | Interbus |
| 171 | Madrid (Plaza de Castilla)                          | 17025 Pº Europa-Hospital Infanta Sofía (Paseo de Europa, 11 - sentido Madrid) | ALSA     |
| 180 | Alcobendas                                          | 17025 Pº Europa-Hospital Infanta Sofía (Paseo de Europa, 11 - sentido Madrid) | Interbus |
| 181SE | Madrid (Plaza de Castilla)                          | 17025 Pº Europa-Hospital Infanta Sofía (Paseo de Europa, 11 - sentido Madrid) | Interbus |
| 182SE | Madrid (Plaza de Castilla)                          | 17025 Pº Europa-Hospital Infanta Sofía (Paseo de Europa, 11 - sentido Madrid) | Interbus |
| 183 | Cobeña - Algete                                     | 17025 Pº Europa-Hospital Infanta Sofía (Paseo de Europa, 11 - sentido Madrid) | Interbus |
| 183 | Madrid (Plaza de Castilla)                          | 17025 Pº Europa-Hospital Infanta Sofía (Paseo de Europa, 11 - sentido Madrid) | Interbus |
| 184N | Madrid (Plaza de Castilla)                          | 17025 Pº Europa-Hospital Infanta Sofía (Paseo de Europa, 11 - sentido Madrid) | Interbus |
| 191D | Sólo descenso de viajeros                           | 17025 Pº Europa-Hospital Infanta Sofía (Paseo de Europa, 11 - sentido Madrid) | ALSA     |
| 193D | Sólo descenso de viajeros                           | 17025 Pº Europa-Hospital Infanta Sofía (Paseo de Europa, 11 - sentido Madrid) | ALSA     |
| 194D | Sólo descenso de viajeros                           | 17025 Pº Europa-Hospital Infanta Sofía (Paseo de Europa, 11 - sentido Madrid) | ALSA     |
| 195D | Sólo descenso de viajeros                           | 17025 Pº Europa-Hospital Infanta Sofía (Paseo de Europa, 11 - sentido Madrid) | ALSA     |
| 196D | Sólo descenso de viajeros                           | 17025 Pº Europa-Hospital Infanta Sofía (Paseo de Europa, 11 - sentido Madrid) | ALSA     |
| 197D | Sólo descenso de viajeros                           | 17025 Pº Europa-Hospital Infanta Sofía (Paseo de Europa, 11 - sentido Madrid) | ALSA     |
| 210D | Sólo descenso de viajeros                           | 17025 Pº Europa-Hospital Infanta Sofía (Paseo de Europa, 11 - sentido Madrid) | ALSA     |
| Nocturnos |                                                     |                                                                               |          |
| Línea | Destino                                             | Parada                                                                        | Operador |
| N103 | Algete                                              | 17474 Pº Europa-Hospital Infanta Sofía (Paseo de Europa, 11 - sentido Burgos) | Interbus |
| N104S | El Molar                                            | 17474 Pº Europa-Hospital Infanta Sofía (Paseo de Europa, 11 - sentido Burgos) | ALSA     |
| N103 | Madrid (Plaza de Castilla)                          | 17025 Pº Europa-Hospital Infanta Sofía (Paseo de Europa, 11 - sentido Madrid) | Interbus |
| N104D | Sólo descenso de viajeros                           | 17025 Pº Europa-Hospital Infanta Sofía (Paseo de Europa, 11 - sentido Madrid) | ALSA     |
| SE Sólo algunas expediciones de las líneas 181 y 182 tienen parada junto a la estación.                                                                                           |                                                     |                                                                               |          |
| N Sólo las expediciones nocturnas de la línea 183 realizan esta parada en sentido Burgos. Sólo las expediciones nocturnas de la línea 184 realizan esta parada en sentido Madrid. |                                                     |                                                                               |          |
| S Sólo subida de viajeros. Para evitar el abuso de las líneas que circulan por la Sierra Norte con pocos servicios y recorridos muy largos, se prohíbe el descenso de viajeros.   |                                                     |                                                                               |          |
| D Sólo descenso de viajeros. Para evitar el abuso de las líneas que circulan por la Sierra Norte con pocos servicios y recorridos muy largos, se prohíbe la subida de viajeros.   |                                                     |                                                                               |          |